# Hovdala slott

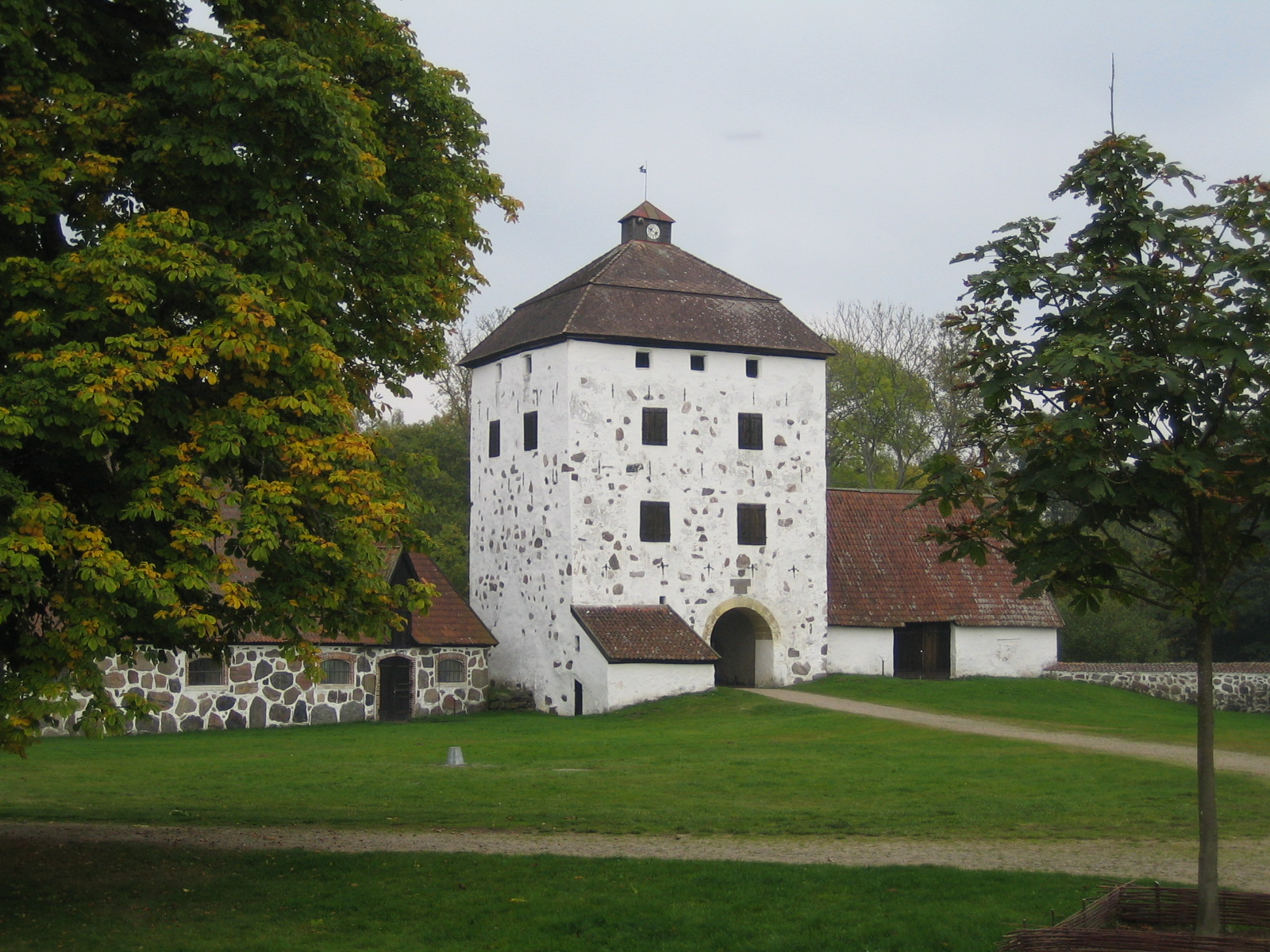
Poortgebouw Hovdala

Het Hovdala slott (kasteel Hovdala) is een kasteel aan het Zweedse meer Finjasjön ten zuiden van de stad Hässleholm. Het complex bestaat uit een herenhuis, poortgebouw en schuur. Hovdala slott werd in de 16e eeuw gebouwd en speelde een belangrijke rol in de Zweeds-Deense oorlogen in de 17e eeuw. De toren draagt nog altijd sporen van deze gevechten. Hovdala wordt voor het eerst genoemd rond 1100. De eerst bekende eigenaar was Magnus Roebuck in ca. 1300.
Het kasteel is nationaal erfgoed en staat sinds 1947 op de monumentenlijst. Het kasteel is sinds 1998 open voor het publiek. In de zomer zijn er georganiseerde rondleidingen en er is ook een restaurant.